# Le Buisson (Marne)
Le Buisson település Franciaországban, Marne megyében. Lakosainak száma 84 fő (2022. január 1.). Le Buisson Bignicourt-sur-Saulx, Blesme, Heiltz-l’Évêque és Ponthion községekkel határos.

## Népesség
A település népességének változása:
| Lakosok száma | 109  | 90   | 91   | 94   | 78   | 84   | 92   | 94   | 91   | 84   |
|               | 1968 | 1982 | 1990 | 2006 | 2013 | 2015 | 2017 | 2019 | 2020 | 2022 |